# Выдря, Мина Минович
Ми́на Ми́нович Вы́дря (род. 1915) — советский юрист, доктор юридических наук, профессор.

## Биография
Окончив юридический факультет Ленинградского государственного университета, работал адвокатом, одновременно преподавал в том же университете.
В 1967—1969 гг. — начальник кафедры советского уголовного процесса Высшей следственной школы при Министерстве охраны общественного порядка РСФСР (Волгоград).
С 1971 года — декан юридического факультета Кубанского государственного университета. С 1972 года — заведующий кафедрой уголовного процесса и криминалистики, в 1976—1982 гг. — заведующий кафедрой уголовного процесса.

## Научная деятельность
В 1953 году защитил кандидатскую, в 1967 году — докторскую диссертации.
Сфера научных интересов — проблемы уголовного процесса.

### Избранные труды
Источник — Электронные каталоги РНБ
- Актуальные проблемы государства и права : [Сб. статей] / Отв. ред. М. М. Выдря. — Краснодар: Б. и., 1976. — Т. 1: Уголовное право, уголовный процесс, криминалистика. — 219 с.
- Выдря М. М. Вещественные доказательства в советском уголовном процессе. — М.: Госюриздат, 1955. — 118 с. — 10 000 экз.
- Выдря М. М. Вещественные доказательства в советском уголовном процессе : Автореф. дис. … канд. юрид. наук. — Л., 1953. — 18 с. — 100 экз.
- Выдря М. М. Гарантии прав участников процесса в судах первой и второй инстанций : Автореф. дис. … д-ра юрид. наук. — М., 1967. — 29 с.
- Выдря М. М. Предание суду как гарантия законности привлечения к уголовной ответственности : Учеб. пособие. — Краснодар: Кубан. ун-т, 1981. — 97 с. — 1000 экз.
- Выдря М. М. Уголовно-процессуальные гарантии в суде : Учеб. пособие. — Краснодар: КубанГУ, 1980. — 94 с. — 1000 экз.
- Выдря М. М. Участники судебного разбирательства и гарантии их прав : Учеб. пособие. — Краснодар: КубанГУ, 1979. — 101 с. — 1000 экз.
- Выдря М. М., Мухин И., Киселёв Я. и др. Новое советское уголовно-процессуальное законодательство и адвокатура. — М.: Изд-во ИМО, 1960. — 166 с. — 5000 экз.
- Михайлов В. А., Выдря М. М., Лещенко В. А. Участники предварительного расследования : Учеб. пособие. — Волгоград, 1972. — 135 с.
- Судебные речи известных русских юристов : Сб. / Под ред. М. М. Выдри. — М.: Госюриздат, 1956. — 687 с. — (Речи П. А. Александрова, С. А. Андреевского, В. И. Жуковского, Н. П. Карабчевского, Ф. Н. Плевако, В. Д. Спасовича, А. И. Урусова, К. Ф. Хартулари, Н. И. Холева). — 15 000 экз.
- Судебные речи советских адвокатов : Сб. / Сост.: М. М. Выдря. — М.: Госюриздат, 1960. — 271 с. — 30 000 экз.